# 障害者支援施設ぽれぽれ
障害者支援施設ぽれぽれ（しょうがいしゃ しえんしせつ ぽれぽれ）は、岡山県和気町にある障害者支援施設。「ポレポレ」はスワヒリ語で「ゆっくり」という意味。それにちなみ、知的障害者があわただしい現代を「ゆっくり」生活できるようにという願いをこめて名付けられた。社会福祉法人恒和永千会が経営する。
2003年（平成15年）4月から2010年（平成22年）3月までは、知的障害者更生施設ポレポレ苑として事業を行っていたが、障害者自立支援法へ移行するに伴うと同時に、事業内容と事業所名が変更された。
2024年2月から6月にかけて職員3名が利用者を虐待したため、2024年12月に岡山県によって翌年1月1日から3か月間の新規入所者受け入れ停止処分にされた。2024年6月には職員によって廊下の壁にたたきつけられた55歳の男性入所者が因果関係は不明なものの約4時間後に死亡した事件が報道されていた。

## 管理者
- 川野治朗（2010年4月 - 現在）

## 設置日
2010年4月1日

## 事業内容
- 施設入所支援
- 生活介護
- 障害者短期入所事業

## 定員
- 50名（施設入所支援）
- 60名（生活介護）（従たる事業所として表町ぽれぽれを含む）
- 4名（短期入所）

## 所在地
- 岡山県和気郡和気町小坂1273-7（法人本部・施設入所・生活介護・短期入所）
- 岡山県岡山市北区表町3-5-16（表町ぽれぽれ・生活介護）

## 施設規模
- 敷地：4045.94m2
- 建物：鉄筋コンクリート造　陸屋根3階建　1544.07m2

## 活動内容
障害者自立支援法第29条1に基づく指定障害者支援施設。
2010年3月までは、知的障害者福祉法第21条6に基づく知的障害者更生施設だった。
乗馬療育（ホースセラピー）を支援の中心として行ってる。

## 周辺施設
- 岡山県立自然保護センター
- 赤坂ワイナリー
- ドイツの森
- 佐伯ファミリーパーク